# ناهمبسته
در علم آمار و نظریه احتمالات، دو متغیر تصادفی حقیقی را ناهمبسته یا ناوابسته (به انگلیسی: Uncorrelated) می‌گوییم اگر کواریانس آنها صفر باشد.

## ناهمبستگی و استقلال
دو متغیر تصادفی حقیقی مستقل همواره ناهمبسته خواهند بود اما دو متغیر ناهمبسته لزوماً مستقل از هم نیستند. به عنوان مثال فرض کنید که {\displaystyle \ \theta } متغیر تصادفی یکنواخت روی بازه {\displaystyle \ [0,2\pi ]} باشد. فرض کنید: {\displaystyle \ X=Cos\theta } و {\displaystyle \ Y=Sin\theta }. آنوقت {\displaystyle \ X} و {\displaystyle \ Y} ناهمبسته هستند، ولی مستقل از هم نیستند! ولی دو متغیر تصادفی ناهمبسته با توزیع مشترک گوسی از هم مستقل خواهند بود. این نکته تنها زمانی درست است که دو متغیر توزیع مشترک گوسی داشته باشند؛ اینکه تک تک متغیرها توزیع گوسی داشته باشند، کافی نیست. مثلاً فرض کنید مغیر تصادفی {\displaystyle \ X} توزیع گوسی با امید ریاضی صفر و واریانس یک دارد. فرض کنید که {\displaystyle \ W} متغیر تصادفی ای است مستقل از {\displaystyle \ X} که با احتمال {\displaystyle \ {\frac {1}{2}}} مقدارش یک است، و با احتمال {\displaystyle \ {\frac {1}{2}}} مقدارش منهای یک. فرض کنید {\displaystyle \ Y=W\times X}. آنوقت {\displaystyle \ X} و {\displaystyle \ Y} ناهمبسته هستند، هر دو توزیع گوسی یکسانی دارند، ولی مستقل از هم نیستند! دقت کنید که {\displaystyle \ X} و {\displaystyle \ Y} توزیع مشترک گوسی ندارند زیرا {\displaystyle \ X+Y} توزیع گوسی ندارد (زیرا {\displaystyle \ P(X+Y=0)={\frac {1}{2}}}).